# Діва (опера)

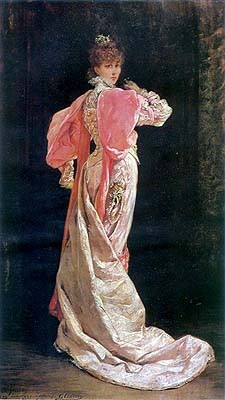
Жорж Клерен: Сара Бернар у ролі королеви в «Руї Блас», 1897

Діва (італ. diva, дос. «божественна») — відома співачка чи актриса, особливо в оперному світі, а також у сфері театру, кіно чи навіть попмузики. В Італії також вживають чоловічу форму «divo». Споріднене використання з терміном примадонна.

## Етимологія
Термін походиться від латинського слова «divus» у жіночому роді — «божественна». У Стародавньому Римі, з часів Августа, означення «divus» і «diva» були доступні лише раннім римським імператорам. 
В італійській мові слово «діва» вживається з XVIII століття для характеристики відомих жінок сценічного життя — переважно оперних співачок (сопрано), а також акторок театру. Марія Малібран (1808–1836, «La Malibran») вважається однією з перших оперних дів. Коли молоду співачку ховали (вона відмовилася від лікаря, щоб лікувати її зламані кістки після аварії на верховій їзді), то 50 000 прихильників вийшли на вулицю супроводжувати траурну церемонію.
Позначення стало звичним в другій половині XIX століття в німецькій мові й відтоді його вживали щодо німецькомовних артистів, переважно видатних «унікальних» жінок, які усвідомлювали свою «унікальність» і роль. «Дівою» називали Елізабет Шварцкопф, а Ґрету Гарбо навіть одразу й німецької мовою — «божественною». Термін «кінодіва» був особливо поширений у 1920-х роках, але відійшов на другий план, після того, як в середині того ж століття почали вживати позначення «зірка».
У сучасній українській мові термін «діва» також вживають щодо відомих оперних співачок. Так, наприклад, у 2022 році назвав Людмилу Монастирську журнал «Vogue»: «Оперна діва Людмила Монастирська — про те, як виходити на сцену, коли бомблять рідну країну».